# Capone (voetballer)
Capone, voetbalnaam van Carlos Alberto de Oliviera, (Campinas, 23 mei 1972) is een voormalig Braziliaans voetballer.

## Palmares
- Galatasaray
  - UEFA Cup: 1 (2000)
  - UEFA Super Cup: 1 (2000)
  - Süper Lig: 2 (1999-2001)

- EC Juventude
  - Copa do Brasil: 1 (1999)